# Königlich Bayrisches Vollgas Orchester
Königlich Bayrisches Vollgas Orchester ist eine deutsche Musikgruppe der Rock/Pop-Musik, der volkstümlichen Musik und auch des deutschen Schlagers aus München.

## Bandgeschichte
Die Musikgruppe wurde im Jahr 2021 von Gerry Grass, Mark Fugmann und Robert Haslinger gegründet. Die drei Musiker waren langjährige Mitglieder der Band Münchner Zwietracht, verließen diese jedoch gemeinsam, um ihre eigene Band zu gründen.
Nach der Gründung gelang es ihnen auf Anhieb, die neue Hauptband auf dem Oktoberfest München im Marstall-Festzelt zu werden. Nach einer durch die Corona-Pandemie bedingten Unterbrechung spielt das Königlich Bayrische Vollgas Orchester seit 2022 wieder dort.
Bekannt ist das Zelt u. a. durch die regelmäßigen Besuche und Auftritte von Arnold Schwarzenegger und Thomas Gottschalk.
Die Gruppe veröffentlicht regelmäßig eigene, deutschsprachige Titel. Sie tritt damit auf Konzerten, aber auch als Oktoberfestband auf zahlreichen Oktoberfesten, Schützenfesten und diversen öffentlichen Veranstaltungen in ganz Deutschland und Europa auf.
Im Jahre 2022 nahm die Band gemeinsam mit DJ Robin und Schürze eine vielbeachtete eigene Version des Charthits Layla auf und erzielte damit auf über 918.000 Klicks auf YouTube sowie über 499.000 Streams auf Spotify (Stand: März 2025). Ebenfalls 2022 erschien der Titel Wiesn i steh auf di, mit dem die Band Ende Juli 2022 ZDF-Fernsehgarten spielte.
Zur Fußball-Europameisterschaft 2024 veröffentlichte die Musikgruppe gemeinsam mit dem ehemaligen Fußball-Profi Mario Basler den Titel Gehtʼs raus, spieltʼs Fussball und hatten damit zahlreiche Auftritte in TV-Sendungen wie Immer Wieder Sonntags (ARD), ZDF-Fernsehgarten, ZDF-Morgenmagazin Abendschau, und Doppelpass (Sport1).
Im November 2024 wurde der Gruppe anlässlich des Top Of The Mountain Awards in Mils/Tirol (Österreich) der Titel „Beste Partyband 2025“ verliehen.

## Bandmitglieder
Zur Band gehören Gerry Grass (Lead-Gesang, Gitarre und Trompete), Mark Fugmann (Schlagzeug), Robert Haslinger (Gesang, Lead-Gitarre), Erwin Fliegel (Gesang, Keyboard, Akkordeon, Klarinette) und Roland Frey (Gesang, E-Bass, Bariton).

## Trivia
Erwin Fliegel ist der Sohn des Musikers Erwin Fliegel sen., ehemaliges Mitglied bei Die Kaiserlich Böhmischen. (u. a. „Servus Grüezi und Hallo“).

## Diskografie

### Singles
- 2021: Vollgas Voraus
- 2022: Wiesn, i steh auf di
- 2022: Wir feiern heut
- 2022: Wir lieben Après Ski
- 2022: Layla – Vollgas Mix feat. DJ Robin, Schürze
- 2023: Tante Emma
- 2024: Die schöne Apothekerin
- 2024: Gehtʼs raus spieltʼs Fussball feat. Mario Basler
- 2025: Zuppa Romana